# Eek River
Der Eek River ist ein etwa 200 Kilometer langer Zufluss der Kuskokwim Bay, einer Bucht des Beringmeeres, im Südwesten des US-Bundesstaats Alaska.

## Verlauf
Der Eek River hat seinen Ursprung in einem kleinen namenlosen Bergsee auf einer Höhe von 800 m in der Ouchklune Range an der Ostflanke des 1423 m hohen Mount Oratia. Der Eek River fließt anfangs zehn Kilometer nach Norden, wobei er zwei weitere Seen durchfließt. Anschließend fließt er knapp zehn Kilometer nach Südwesten. Der Eek River wendet sich nun nach Norden. Er umfließt die Eek Mountains entlang deren Ost- und Nordflanke. Der Eek River fließt später in überwiegend westlicher Richtung. Dabei durchschneidet er den Höhenzug Great Ridge und erreicht das Tiefland. Dieses wird vom Yukon-Kuskokwim-Delta durchzogen. Der Eek River weist im Tiefland ein stark mäandrierendes Verhalten auf. Er passiert die am Südufer gelegene Ortschaft Eek. Vier Kilometer östlich des Kuskokwim River vereinigt sich der Eek River mit einem Flussarm des Kuskokwim River und fließt noch 20 Kilometer nach Süden, bevor er ins Meer mündet. Der Eenayarak River vereinigte sich früher mit dem Eek River und dem Kuskokwim-River-Flussarm. Heute fließt das Wasser des Eenayarak River direkt in den Kuskokwim River.

## Nebenflüsse
Der ungefähr 100 Kilometer lange Middle Fork Eek River ist ein linker Nebenfluss des Eek River. Er entspringt an der Westflanke der Eek Mountains auf einer Höhe von 700 m. Er fließt anfangs 15 Kilometer nach Westen und trifft auf die Great Ridge, die er südlich umfließt. Dabei strömt er anfangs 30 Kilometer in südwestlicher Richtung. Anschließend biegt er scharf nach Nordwesten ab. Er durchfließt auf seinen letzten 50 Kilometern das Tiefland, wobei er zahlreiche Flussschlingen und Altarme ausbildet. Er mündet schließlich in den Eek River, 25 Kilometer östlich der Ortschaft Eek.

## Name
Der Flussname wurde erstmals von Leutnant Gawriil Andrejewitsch Sarytschew im Jahr 1826 dokumentiert.